# Aéroport international de Comayagua
Aéroport international de Palmerola
L'aéroport international de Comayagua (code IATA : XPL • code OACI : MHPR) ou aéroport international de Palmerola, est un aéroport international situé à 6 km au sud du centre de Comayagua, au Honduras. L'aéroport a été inauguré en octobre 2021 en tant que nouvel aéroport international du pays à usage civil et commercial. Il a été construit au sein des installations de la base aérienne de Soto Cano.
Le nouvel aéroport devrait être l'un des aéroports les plus importants du pays avec une capacité supérieure à celle de l'aéroport international Toncontin de Tegucigalpa. Ce nouvel aéroport devrait desservir non seulement Comayagua mais également les résidents de Tegucigalpa en raison des limitations de la croissance du Toncontin,. Le nouvel aéroport pourrait devenir le principal aéroport de la capitale à partir d'octobre 2021, surtout en cas de fermeture partielle du Toncontin.
Le nouvel aéroport aura une capacité d'accueil de 20 avions et le terminal aura plus de 39 000 mètres carrés construits, soit environ quatre fois la taille du Toncontin de Tegucigalpa. L'aéroport aura également la troisième piste la plus longue du Honduras après celle de l'aéroport international Ramón Villeda Morales à San Pedro Sula et celle de l'aéroport international Golosón à La Ceiba.

## Situation
'
| \|class=noviewer\|link=]][[Útila]] \|class=noviewer\|link=]][[Guanaja]] \|class=noviewer\|link=]][[Golosón]] \|class=noviewer\|link=]][[Puerto Lempira]] \|class=noviewer\|link=]][[Roatán]] \|class=noviewer\|link=]][[San Pedro Sula]] \|class=noviewer\|link=]][[Tegucigalpa-Toncontín]] \|class=noviewer\|link=]][[Comayagua]] |

Carte statique des aéroports du Honduras.Carte dynamique des aéroports du Honduras.

## Histoire

### Fond
La base aérienne de Soto Cano, également connue sous le nom de Palmerola, est située au 8 km au sud de la ville de Comayagua et est la plus grande base militaire d'Amérique centrale. La base aérienne a été construite par les États-Unis entre 1984 et 1985. Il abrite en permanence quelque 1 800 militaires américains et est également le siège de l'académie d'aviation de l'armée de l'air hondurienne.
Selon les projets du gouvernement hondurien, le nouvel aéroport international de Comayagua desservira à la fois Comayagua et la capitale, Tegucigalpa. Le nouvel aéroport international remplacerait l'actuel aéroport international de Toncontín à Tegucigalpa pour les vols internationaux. En raison de sa topographie compliquée, Toncontin est considéré comme l'un des aéroports les plus dangereux au monde et son expansion est limitée en raison de son emplacement au centre de la ville. Avec l'ouverture du nouvel aéroport international, Toncontín deviendrait un aéroport exclusivement réservé aux vols intérieurs avec des petits avions jusqu'à 33 passagers.

### Financement
L'entrepreneur hondurien Lenir Pérez a reçu la concession de la construction de l'aéroport du gouvernement hondurien sous le président Juan Orlando Hernández (PNH). En 2016, un accord pour la construction de l'aéroport en partenariat public-privé a été signé.
Son coût total a été estimé à 163 millions de dollars américains. L'investisseur privé contribuerait 87 millions de dollars américains, le gouvernement espagnol contribuerait 53 millions de dollars américains (45 millions d'euros ) par le biais d'une reconversion de la dette en suspens du Honduras vers l'Espagne, et le gouvernement du Honduras contribuerait 23 millions de dollars américains supplémentaires. L'investisseur privé recevra tous les bénéfices que l'installation produira pendant trois décennies.

### Corruption et violence
Diverses organisations de défense des droits humains associent également Pérez à la corruption, aux menaces et à la violence. Daniel Langmeier du Forum suisse du Honduras a déclaré qu'il avait été retenu captif pendant une demi-journée en 2013 lors d'une mission d'observation par les forces de sécurité privées d'une entreprise Pérez. Après sa libération, il a été menacé de "disparaître" s'il revenait.
Flughafen München GmbH (FMG), qui appartient à l'État libre de Bavière, au gouvernement fédéral et à la ville de Munich, conseille la société Pérez à travers sa filiale Munich Airport International GmbH (MAI). Face aux critiques, le ministre bavarois des Finances Albert Füracker (CSU) a déclaré : « Le FMG ou le MAI, selon leurs propres déclarations, n'ont aucune connaissance des allégations contre Lenir Pérez.

### Présence militaire américaine
L'ancien président hondurien Manuel Zelaya avait proposé de chasser les soldats américains de la base et d'en prendre le contrôle, mais la proposition a été critiquée par la presse nationale et internationale. Avec l'arrivée du président Juan Orlando Hernández, ce plan a été abandonné et à la place la construction de l'aéroport a été présentée comme un outil de développement militaire mutuel, avec la participation du Commandement Sud des États-Unis.

### Inauguration
Le nouvel aéroport a été inauguré le 15 octobre 2021 lors d'une cérémonie présidée par le président Hernández. Spirit Airlines a atterri depuis Houston le 11 décembre 2021 à 13h36 heure locale, ce qui en fait le premier vol commercial à atterrir dans le nouvel aéroport. Le 2e vol était un autre en provenance de Miami, une heure plus tard, également opéré par Spirit. Avec cette inauguration, l'identifiant de l'OACI est passé de MHSC à MHPR.

## Phases de construction

### La phase 1
La phase initiale de construction de l'aéroport a débuté le 5 décembre 2016. Quelques mois auparavant, le 31 mars 2016, le contrat avait été signé entre le gouvernement du Honduras et le concessionnaire pour commencer la construction et gérer les futures installations.
Sa phase initiale dans ce qui constitue la partie terrestre du projet comprenait la construction de 755 mètres de la route d'accès et du circuit de circulation interne. Un parking pour 600 places de véhicules pour les visiteurs, les employés, les bus et les locations de voitures a été construit. De plus, 10 500 mètres carrés d'aérogare et 2 500 mètres carrés de terminal de fret ont été construits.
Côté airside, 35 192 mètres carrés de plate-forme commerciale et 8 820 mètres carrés de plate-forme de fret ont été construits, qui pourront accueillir 4 vols commerciaux, avec ses 4 passerelles d' embarquement. Pour conclure cette étape, 8 940 mètres carrés de plate-forme aéronautique nationale ont été construits, qui auront une capacité de 6 avions.
La première phase de construction s'est achevée en 2021 et le nouvel aéroport a été inauguré le 15 octobre 2021.

### Phase 2
La deuxième phase de construction comprendra l'agrandissement des extrémités de l'aérogare, correspondant à 3 400 mètres carrés de construction, l'agrandissement de la plate-forme commerciale et de fret à plus de 12 700 mètres carrés ; ont 5 ponts d'embarquement, une augmentation de 5 341 mètres carrés dans la plate-forme nationale.

### Prolongations futures
Dans son état définitif, l'aéroport disposera de 13 passerelles d'embarquement, pour une capacité égale d'avions simultanément.

## Compagnies aériennes et destinations

### Passager
| Compagnies          | Destinations                                                |
| ------------------- | ----------------------------------------------------------- |
| American Airlines   | Dallas-Fort Worth, Miami                                    |
| Avianca El Salvador | San Salvador-M. O. A. Romero y Galdámez                     |
| Copa Airlines       | Panama-Tocumen                                              |
| Iberojet            | Madrid-Barajas, Barcelone-El Prat                           |
| Spirit Airlines     | Fort Lauderdale-Hollywood, La Nouvelle-Orléans-L. Armstrong |
| United Airlines     | Houston-George Bush                                         |

Édité le 11/03/2025

## Statistiques passagers
L'aéroport a une capacité de jusqu'à 1,7 million de passagers par an. Il est prévu qu'au cours de sa première année de service, l'aéroport desservira entre 500 000 et 550 000 passagers par an, dont 350 000 à 400 000 pour les vols internationaux et 150 000 autres pour les vols intérieurs. La croissance annuelle du nombre de passagers après sa première année devrait se situer entre 6 % et 8 %. Une moyenne de 1 500 passagers par jour est prévue.
Ces prévisions datent toutefois d'avant le début de la pandémie de Covid-19, qui a eu un impact négatif sur le secteur aérien,. En août 2020, le président de la Banque centraméricaine d'intégration économique, Dante Mossi, avait déclaré que l'aéroport servirait à « relancer l'économie ».[réf. nécessaire]